# Svarvtjärnen (Harmångers socken, Hälsingland)
Svarvtjärnen är en sjö i Nordanstigs kommun i Hälsingland och ingår i Harmångersån-Delångersåns kustområde. Sjön har en area på 0,0515 kvadratkilometer och ligger 112,3 meter över havet.

## Delavrinningsområde
Svarvtjärnen ingår i det delavrinningsområde (686307-157140) som SMHI kallar för Mynnar i Masksjöbäcken. Medelhöjden är 74 meter över havet och ytan är 6,47 kvadratkilometer. Det finns inga avrinningsområden uppströms utan avrinningsområdet är högsta punkten. Vattendraget som avvattnar avrinningsområdet har biflödesordning 2, vilket innebär att vattnet flödar genom totalt 2 vattendrag innan det når havet efter 7,3 kilometer. Avrinningsområdet består mestadels av skog (87 procent). Avrinningsområdet har 0,05 kvadratkilometer vattenytor vilket ger det en sjöprocent på 0,8 procent.